# Dharampur

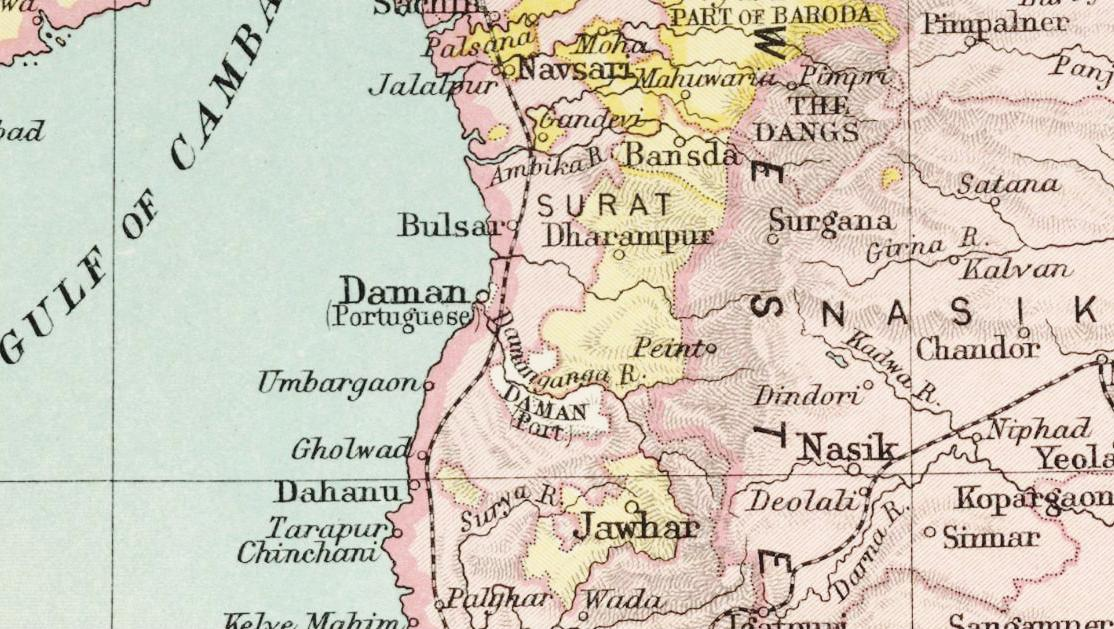
Dharampur a l'Imperial Gazetteer of India.

Dharampur fou un estat tributari protegit a l'agència de Surat a la regió de Gujarat, presidència de Bombai. Limitava al nord amb el districte de Surat i l'estat de Bansda; a l'est amb Surgana i els Dangs, al sud amb Peint i a l'oest amb el districte de Surat. El territori era allargat de 65 km de nord a sud i uns 30 km d'est a oest. Incloïa una ciutat (Dharampur) i 272 pobles. La superfície era de 2056 km² i la població (1881) de 101.289 habitants i el 1901 de 100.430. Els rius principals eren el Damanganga, Kolak, Par, Auranga i Ambika.
La dinastia governant era de rajputs del clan sisòdia suposats descendents dels solanki o raça solar. L'estat tenia salutació de 9 canonades. El sobirà podia dictar penes de mort sense aprovació de les autoritats britàniques. El seu exèrcit era de 207 homes amb 4 canons el 1881 i de 199 irregulars a més de 131 policies regulars i 26 de duanes el 1901. La successió era per primogenitura però disposava de sanad autoritzant l'adopció.
Originalment l'estat fou anomenat Ramnagar. Era forçá més extens que sota els britànics i arribava a l'est fins a la costa. El 1576 el raja de Ramnagar es va trobar amb Todal Mall el ministre d'Akbar a Broach, i va acceptar un grau militar de les seves mans. Als primers anys del segle XVII els marathes es van apoderar de 72 pobles i en els altres van adquirir el dret de recaptar el chauth o quart. El 31 de desembre de 1802 els drets de recaptació foren cedits pel peshwa maratha als britànics al tractat de Bassein.
La capital era Dharampur amb una població el 1881 de 5.176, el 1901 de 6.344 i el 2001 de 19.932 habitants.

## Llista de ranes
- Rana Ramshah 1262-1295
- Rana SOMSHAH 1295-1335
- Rana PURANDARSHAH 1335-1360
- Rana DHARAMSHAH I 1360-1391
- Rana GOPUSHAH 1391-1432
- Rana JAGATSHAH I 1432-1470
- Rana NARANSHAH 1470-1500
- Rana DHARAMSHAH II 1500-1531
- Rana JAGATSHAH II 1531-1566
- Rana LAXMANDEV 1566-1600
- Rana RAMDEVJI I 1600-1635
- Rana SOMDEVJI 1635-1680
- Rana SAHADEVJI 1680-1711
- Rana RAMDEVJI II 1711-1758
- Maharana Sahib DHARAMDEVJI RAMDEVJI 1758-1777
- Maharana Sahib NARANDEVJI [Guman Singh] 1774-1777
- Maharana Sahib SOMDEVJI II [Abhay Singh] 1777-1784
- Maharana Sahib RUPDEVJI SOMDEVJI 1784-1807
- Maharana Sahib VIJAYADEVJI RUPDEVJI 1807-1857
- Maharana Sahib Ramdevji III VIJAYADEVJI 1857-1860, married and had issue.
- Maharana Sahib Shri NARAYANDEVJI RAMDEVJI 1860-1891 (+ 17 de setembre de 1891)
- Maharana Sahib Shri MOHANDEVJI NARAYANDEVJI 1891-1921 (+ 26 d març de 1921)
- Maharana Sahib Shri VIJAYADEVJI II MOHANDEVJI 1921-1948 (+ 5 de maig de 1952)